# Lisa Bunschoten
Lisa Bunschoten, née le 23 novembre 1995, est une snowboardeuse néerlandaise.

## Palmarès

### Jeux paralympiques d'hiver
- Jeux paralympiques d'hiver de 2018
  -  Médaille d'argent en Snowboard Cross